# Matteo Sobrero
Matteo Sobrero, né le 14 mai 1997 à Alba (Piémont), est un coureur cycliste italien, spécialiste du contre-la-montre.
Il a notamment remporté le championnat d'Italie du contre-la-montre en 2021, ainsi qu'une étape du Tour d'Italie 2022.

## Biographie
Matteo Sobrero grandit dans le domaine viticole de ses parents à Barolo. Il fait ses premières balades à vélo dans les vignobles de la famille. Son père l'inscrit au club cycliste Alba Bra Langhe Roer,.
En 2014, il termine dixième du championnat d'Italie du contre-la-montre juniors (moins de 23 ans) et neuvième l'année suivante. Aux mondiaux sur route juniors 2015, il est douzième de la course en ligne et quinzième du contre-la-montre. En 2018, il rejoint l'équipe Dimension Data-Qhubeka. En août, il reçoit un contrat de stagiaire avec l'équipe World Tour  Dimension Data. Aux mondiaux, il se classe neuvième du contre-la-montre espoirs (moins de 23 ans). En 2018, il est également deuxième du championnat d'Italie du contre-la-montre espoirs et remporte le titre l'année suivante.
En 2020, il signe un contrat professionnel avec l'équipe World Tour Dimension Data qui est renommée NTT Pro Cycling. Il participe pour la première fois à un grand tour et termine 76e du classement général du Tour d'Italie. En 2021, il rejoint Astana-Premier Tech. Après un début de saison sans résultat notable, il prend part au Tour d'Italie, où il se classe quatrième du contre-la-montre final. En juin, il est troisième du Tour de Slovénie et surtout champion d'Italie du contre-la-montre. En septembre, avec l'équipe italienne du relais mixte, il est successivement champion d'Europe et médaillé de bronze du championnat du monde.
Il rejoint l'équipe World Tour BikeExchange-Jayco en 2022. En mars, il se classe notamment deuxième d'une étape de la Semaine internationale Coppi et Bartali, devancé au sprint par Ethan Hayter. Il s'illustre ensuite sur le Tour d'Italie, où il gagne le contre-la-montre de la 21e étape. Il s'agit de sa première victoire en World Tour. En juin, il est seulement quatrième du  championnat d'Italie du contre-la-montre. En deuxième partie de saison, il est quatrième du Tour de Pologne et deuxième du relais mixte au championnat du monde.
Il s'engage avec Bora-Hansgrohe en 2024.

## Palmarès
- 2014
  - 2e du championnat d'Italie de scratch juniors
  - 2e du championnat d'Italie de poursuite par équipes juniors
  - 2e du championnat d'Italie de l'américaine juniors
- 2015
  - 4e étape des Tre Giorni Orobica
  - 2e du Trofeo Buffoni
  - 3e du Trophée de la ville de Loano
- 2016
  - 2e de la Coppa 1° Maggio
- 2017
  - 2e étape du Tour de la Bidassoa
  - 2e du Tour de la Bidassoa
  - 3e du Grand Prix de la ville de Vinci
- 2018
  - 4e et 5e étapes du Tour de Bonne-Espérance
  - Coppa della Pace
  - 2e du Grand Prix Industrie del Marmo
  - 2e du championnat d'Italie du contre-la-montre espoirs
  - 3e du Giro del Belvedere
  - 9e du championnat du monde du contre-la-montre espoirs
- 2019
  -  Champion d'Italie du contre-la-montre espoirs
  - Strade Bianche di Romagna
  - Coppa Fiera di Mercatale
  - Gran Premio Palio del Recioto
  - 3e du Trofeo Laigueglia
  - 3e du Giro del Belvedere
- 2021
  -  Champion d'Europe du relais mixte contre-la-montre
  -  Champion d'Italie du contre-la-montre
  -  Médaillé de bronze du championnat du monde du contre-la-montre par équipes en relais mixte
  - 3e du Tour de Slovénie
- 2022
  - 21e étape du Tour d'Italie (contre-la-montre)
  -  Médaillé d'argent du championnat du monde du contre-la-montre par équipes en relais mixte
  - 3e du Chrono des Nations-Les Herbiers-Vendée
  - 4e du Tour de Pologne
- 2023
  - 4e étape du Tour d'Autriche
  -  Médaillé d'argent du championnat d'Europe du contre-la-montre en relais mixte
  - 3e du championnat d'Italie du contre-la-montre
- 2025
  - 3e du Tour de Pologne

## Résultats sur les grands tours

### Tour de France
1 participation
- 2024 : 60e

### Tour d'Italie
2 participations
- 2020 : 76e
- 2021 : 61e
- 2022 : 70e, vainqueur de la 21e etape (contre-la-montre)

### Tour d'Espagne
1 participation
- 2023 : 86e

## Classements mondiaux
| Année                                 | 2017  | 2018 | 2019 | 2020  | 2021 | 2022 | 2023 | 2024 |
| ------------------------------------- | ----- | ---- | ---- | ----- | ---- | ---- | ---- | ---- |
| Classement mondial                    | 1868e | 509e | 406e | 1139e | 218e | 132e | 173e | 413e |
| UCI Europe Tour                       | 1175e | 343e | 323e | 882e  | 188e | 109e | nc   | nc   |
|                                       |       |      |      |       |      |      |      |      |
| Légende : nc = non classéSource : UCI |       |      |      |       |      |      |      |      |

## Distinctions
- Mémorial Gastone Nencini (révélation italienne de l'année) : 2021